# 達爾吉納區

36°34′N 5°18′E / 36.567°N 5.300°E
達爾吉納區（阿拉伯语：‎），是阿爾及利亞的行政區，位於該國北部，由貝賈亞省負責管轄，首府設於達爾吉納，面積141平方公里，2008年人口45,582，人口密度每平方公里324人。